# Jordy Smith
Pour les articles homonymes, voir Jordy (homonymie) et Jordan Smith.
Jordy Smith est un surfeur professionnel Sud-africain né le 11 février 1988 à Durban en Afrique du Sud.

## Biographie
Jordy a été Champion du monde Junior 2006 avant de gagner le titre de Champion du monde WQS 2007 lui permettant d'intégrer le ASP World Tour 2008 et de devenir Rookie of the Year 2008. En 2013, il remporte la finale du Billabong Rio Pro face à Adriano De Souza.

## Palmarès

### Titres
- 2008 : Rookie of the year
- 2007 : Champion du monde WQS
- 2006 : Champion du monde Junior

### Victoires
- 2025 Surf City El Salvador Pro (WCT, El Salvador)
- 2017 Ripcurl Pro Bells Beach (WCT, Australie)
- 2013 Billabong Rio Pro (WCT, Rio de Janeiro, Brésil)
- 2011 Billabong Pro J-bay (WCT, Afrique Du Sud)
- 2010 Billabong Pro J-bay (WCT, Afrique Du Sud)
- 2009 O'Neill Coldwater Classic, Tasmania, Australie, (WQS 6 étoiles)
- 2007 O'Neill Coldwater Classic, Santa Cruz, Californie, États-Unis (WQS 4 étoiles)
- 2007 Sooruz Lacanau Pro, Lacanau, Gironde, France (WQS 6 étoiles)
- 2007 Lizzard Nandos Surf Pro, Durban, Afrique du Sud (WQS 6 étoiles Prime)
- 2007 Hot Tuna Central Coast Pro, Soldiers Beach, Nouvelle-Galles du Sud, Australie (WQS 4 étoiles)

### WCT
- 2008 : 26e Rookie of the year

### Sa saison 2013 ASP World Tour
2013 est sa 6e année dans l'ASP World Tour
| Date                   | Compétition                | place | points |
| ---------------------- | -------------------------- | ----- | ------ |
| 2 mars-13 mars         | Quiksilver Pro Gold Coast  | 13    | 1750   |
| 27 mars-7 avril        | Rip Curl Pro Bells Beach   | 3     | 8000   |
| 8 mai-19 mai           | Billabong Rio Pro          | 1     | 10000  |
| 2 juin-14 juin         | Volcom Fiji Pro            |       |        |
| 18 juin-29 juin        | Oakley Pro Bali            |       |        |
| 15 août-26 août        | Hurley Pro Trestles        |       |        |
| 26 septembre-6 octobre | Quiksilver Pro France      |       |        |
| 9 octobre-20 octobre   | Rip Curl Pro Portugal      |       |        |
| 8 décembre-20 décembre | Billabong Pipeline Masters |       |        |
|                        | classement provisoire      | 2     | 18250  |

Actuellement en position de requalifié pour 2014